# ریکو اشتاینمان
ریکو اشتاینمان (به آلمانی: Rico Steinmann) بازیکن فوتبال و هافبک اهل آلمان شرقی بود که از سال ۱۹۸۶ میلادی عضو تیم ملی فوتبال آلمان شرقی بوده‌است.

## تیم ملی
وی در ۲۳ بازی ملی حضور داشته و در بازی‌های ملی‌اش ۳ گل به ثمر رساند. ریکو اشتاینمان آخرین بازی ملی خود را در سال ۱۹۹۰ میلادی انجام داد.